# Kuiper Systems

Kuiper Systems LLC, també conegut com Project Kuiper, és una filial d'Amazon que es va establir el 2019 per desplegar una gran constel·lació d'Internet per satèl·lit per proporcionar connectivitat de banda ampla de baixa latència. El nom Kuiper era un nom en clau de l'empresa per al projecte inspirat en el cinturó de Kuiper.
La Comissió Federal de Comunicacions va concedir a Amazon l'autorització per desplegar una constel·lació de 3.236 satèl·lits a l'òrbita terrestre baixa. El desplegament està previst en cinc fases i el servei d'Internet començarà un cop es llancin els primers 578 satèl·lits. Sota la llicència de la FCC concedida, Amazon ha de llançar i operar la meitat dels seus satèl·lits a tot tardar el 30 de juliol de 2026, i ha de llançar i operar la resta de satèl·lits a tot tardar el 30 de juliol de 2029. A 2025 , només s'han llançat dos prototips de satèl·lits.
Amazon ha comprat 92 llançaments de coets amb United Launch Alliance, ArianeGroup i Blue Origin (aquest últim propietat del fundador d'Amazon Jeff Bezos) per un total de més de 10 mil milions de dòlars. El 2024, la companyia va comprar llançaments addicionals a SpaceX, que opera la constel·lació d'Internet per satèl·lit Starlink competidora.

## Història
L'abril de 2019, els funcionaris d'Amazon van anunciar que finançarien i desplegarien el Projecte Kuiper, una gran constel·lació de satèl·lits, per oferir servei d'Internet de banda ampla. Els funcionaris van dir que el projecte "oferiria servei de banda ampla a través d'associacions amb altres empreses", incloent-hi "desenes de milions de persones que no tenen accés bàsic a Internet de banda ampla", tot i que encara no és clar si el servei s'oferirà directament als consumidors.
El president de Kuiper Systems, Rajeev Badyal, va ser un antic vicepresident de la constel·lació d'Internet per satèl·lit Starlink de SpaceX. Acomiadat per Elon Musk el 2018, Badyal poc després va iniciar Kuiper juntament amb altres antics empleats de SpaceX.
El desembre de 2020, Amazon va presentar una antena de pantalla plana de baix cost per als satèl·lits del Projecte Kuiper. És una antena de matriu en fase de banda Ka molt més petita que els dissenys tradicionals per a antenes que funcionen a 17-30 GHz. L'antena serà ~ 30 cm (12 in) d'amplada i s'espera que admeti fins a 400 megabits per segon d'amplada de banda de dades a menys del 20% del cost de les antenes tradicionals de pantalla plana d'última generació. Amazon també va anunciar que pretenen ser " independent del llançament " i que no planejarien utilitzar exclusivament la capacitat de llançament de l'empresa Blue Origin de Jeff Bezos, sinó que estaven oberts a llançar ofertes de capacitat de tots els proveïdors.
L'agost de 2023, un accionista d'Amazon, Cleveland Bakers and Teamsters Pension Fund, va presentar una demanda contra l'empresa al·legant que el consell d'administració d'Amazon va actuar de mala fe en adquirir els aproximadament 10.000 milions de dòlars en contractes de llançament de la constel·lació, que van suposar la segona despesa de capital més gran d'Amazon fins ara. Els contractes a Blue Origin, propietat de Bezos, van suposar el 45% de la despesa total. La demanda suggereix que l'animositat entre Bezos i el fundador de SpaceX, Elon Musk, pot haver impedit a Amazon contractar el vehicle Falcon 9 de SpaceX, que està provat en vol i potencialment més rendible.
Dos satèl·lits prototip inicials, "KuiperSat-1" i "KuiperSat-2" es van llançar el 6 d'octubre de 2023 en un coet Atlas V operat per United Launch Alliance des de l'estació de la Força Espacial de Cap Canaveral. Després del llançament, es va informar que estaven operant nominalment.
El desembre de 2023, es va anunciar que Amazon havia assegurat tres llançaments de Kuiper a bord del Falcon 9 de SpaceX.

## Tecnologia

### Constel·lació de satèl·lit
Kuiper ha llançat dos prototips de satèl·lits fins al gener de 2025.
El projecte Kuiper System està previst que constarà de 3.236 satèl·lits que operen en 98 plans orbitals en tres capes orbitals, un a 590 cadascun., 610 km (380 mi) i 630 km (390 mi) altitud orbital. Els satèl·lits estan equipats amb tecnologia d'impulsos d'efecte Hall. La fase 1 del desplegament serà de 578 satèl·lits a 630 km d'altitud i una inclinació orbital de 51,9 graus. Es preveuen un total de cinc fases de desenvolupament de la constel·lació.
Està previst que Kuiper treballi conjuntament amb la gran xarxa anunciada prèviament d'Amazon de 12 instal·lacions d'estacions terrestres per satèl·lit (la "unitat de l'estació terrestre AWS") anunciada el novembre de 2018. A més de connectar-se a estacions terrestres per connectar-se a Internet terrestre, els satèl·lits s'interconnectaran mitjançant connexions làser infrarojos òptics.
Amazon es refereix a aquesta tecnologia com OISL (enllaç òptic entre satèl·lits). Aquests làsers són capaços de mantenir 100 Gbps a distàncies de fins a 2.600 km entre dos satèl·lits que es mouen a 25.000 km/h. Les proves actuals a l'espai han demostrat aquesta velocitat fins a una distància de 1.000 km.

### Terminals d'usuari
Es planifiquen diversos dissenys de terminals de clients per a diferents necessitats del mercat. S'espera que el terminal de client estàndard del Projecte Kuiper mesura menys de 11 polzades quadrades i 1 polzada de gruix i pesi menys de cinc lliures sense el suport de muntatge. Es preveu que el dispositiu ofereixi velocitats de fins a 400 megabits per segon (Mbps). Amazon espera produir aquests terminals per menys de 400 dòlars cadascun.
Un terminal de client de disseny ultracompacte de 7 polzades quadrades amb un pes d'una lliura oferirà velocitats de fins a 100 Mbps. Aquest disseny connectarà els clients residencials per a costos més baixos, així com els clients governamentals i empresarials que busquen aplicacions com la mobilitat terrestre i l'Internet de les coses.
Un terminal d'amplada de banda alta de 19 polzades per 30 polzades oferirà velocitats de fins a 1 gigabit per segon.

## Instal·lacions
La seu de l'organització de Kuiper Systems es troba a una instal·lació d'R+D d'Amazon a Redmond, Washington des del 2020. El desenvolupament de prototips de satèl·lit i mètodes de producció es va realitzar inicialment al lloc de Redmond. La fabricació i la producció de satèl·lits es troben a una instal·lació de 172.000 peus quadrats a la propera Kirkland, Washington. La fàbrica de Kirkland es va obrir l'abril de 2024 i està previst que fabriqui cinc satèl·lits al dia a la màxima capacitat. S'espera que el juny de 2024 s'obri un centre logístic a Everett, Washington, per subministrar a la fàbrica de Kirkland kits muntats a partir de matèries primeres.
Es preveu una instal·lació de processament i integració de satèl·lits a Florida al Kennedy Space Center de la NASA per integrar naus espacials per al seu llançament a bord de coets Blue Origin i United Launch Alliance des del port espacial. Es preveu que la instal·lació de 31.000 metres quadrats no estigui operativa abans de principis del 2025, i Amazon utilitzarà una instal·lació de processament de càrrega útil de tercers fins que la seva pròpia estigui completament en funcionament.